# 48415 Дегайо
48415 Дегайо (48415 Dehio) — астероїд головного поясу, відкритий 21 серпня 1987 року.
Тіссеранів параметр щодо Юпітера — 3,491.